# Certhiaxis
A Certhiaxis  a madarak (Aves) osztályának verébalakúak (Passeriformes) rendjébe és a fazekasmadár-félék (Furnariidae) családjába tartozó nem.

## Rendszerezésük
A nemet René Primevère Lesson francia orvos és tudós írta le 1844-ben, az alábbi 2 faj tartozik ide:
- sárgatorkú tüskefarkú (Certhiaxis cinnamomeus)
- Certhiaxis mustelinus

## Előfordulásuk
Dél-Amerika területén honosak. Természetes élőhelyeik a szubtrópusi és trópusi mangroveerdők és cserjések, mocsarak, folyók és patakok közelében. Állandó, nem vonuló fajok.

## Megjelenésük
Testhosszuk 13–16 centiméter közötti.

## Életmódjuk
Ízeltlábúakkal táplálkoznak.